# Chiesa di San Miniato a Poppiano
La chiesa di San Miniato a Poppiano è stato un edificio sacro, oggi scomparso, situato nel comune di San Casciano in Val di Pesa.

## Storia
La chiesa è ricordata a partire dal 13 settembre 1259 quando il vescovo di Firenze ne elesse come rettore un canonico della pieve di Campoli; fu un incarico di breve durata perché già il 22 luglio 1260 risulta rettore della chiesa un certo Guicciardo Bonfiglioli. Probabilmente la chiesa nacque come parrocchiale del Castello di Poppiano, castello facente capo al Monastero di Passignano, documentato già nel 1035. Alla fine del XV secolo, sotto il patronato della famiglia Gherardini, venne unita con la chiesa di San Donato a Luciana.
Viene citata nel Libro di Montaperti, dove risulta che il popolo della chiesa si impegna a pagare tre staia di grano. Nelle decime pontificie del 1276 risulta tassata per quattro lire mentre in quelle del 1302 la tassazione è scesa a due lire.
All'inizio del XIX secolo la chiesa doveva già essere stata profanata e ridotta ad usi civili perché le funzioni religiose venivano officiate in un oratorio pubblico situato nei pressi.

## Architettura
La chiesa era posta in quello che oggi è l'insediamento conosciuto come Poppiano di Sotto. Di essa rimane soltanto il fianco settentrionale, oggi inglobato in una casa colonica posta nei pressi della Torre di Poppiano. Dove un tempo era situata la chiesa oggi si trova un portico ad uso di rimessa e una parte di un'abitazione. Sulla sinistra, in quello che probabilmente era il presbiterio si apre il piccolo portale murato con archivolto decorato da una ghiera in mattoni.
Interessante il contrasto tra il rosso del cotto e il bianco-avorio dell'alberese.